# حوات (البيضاء)
حوات هي إحدى قرى الجمهورية اليمنية. تتبع جغرافيا لمحافظة البيضاء و إداريًا لمديرية صباح. يبلغ تعداد سكانها 3338 نسمة حسب الإحصاء الذي أجري عام 2004م.